# Kilépési csalás
A kilépési csalás olyan bizalmon alapuló átverés, ahol a megalapozott üzleti vállalkozás leállítja a szállítási megbízásokat, miközben továbbra is megkapja az új megbízások kifizetését. Ha a gazdálkodó szerv jó hírnevet szerzett magának, akkor jelentős időbe telik, mielőtt széles körben észrevennék a vásárlók, hogy amit megrendeltek, nem kerül kiszállításra, ezt követően a vállalkozás megszünteti a tevékenységét, miután a ki nem szállított áruk pénzbeli értéke már nála van.  Azok az ügyfelek, akik megbíznak az üzletben, mindaddig észre sem veszik a csalást, amíg ki nem derül, hogy a szállítmány sosem érkezik meg, illetve hogy a cég már rég eltűnt. 
Bizonyos kereskedők/beszállítók eljuttatják arra a pontra a cég megbízhatóságát, ahol olyan pénzek kerülnek a birtokukba, amivel megéri már eltűnni, ahelyett hogy leszállítanák a megrendelt termékeket. 
A kilépési csalások csábító alternatívát jelenthetnek az illegális műveletek nem csalárd leállítására, ha a művelet egyéb okból is leáll. Ha például egy illegális szervezet virágzik, például a kábítószer-kereskedelemmel foglalkozik, akkor fennáll annak a veszélye, hogy a hatóságok beavatkoznak és leállítják a működését, míg ha az illegális piaci szereplők kilépési csalást követnek el, az elkövetők könnyedén megtartják a nyereségüket és csökkentik a vádemelés kockázatát vagy elkerülik azt. Továbbá, mivel a becsapott vásárlók maguk is tudatosan részt vesznek az illegális tevékenységekben, nem igazán tudnak saját maguk kockáztatása nélkül a hatósági szervekhez fordulni.  A cikkekben jelölt példákban az elkövető online üzemel, esetleg még felelősségre vonható cég sincsen a vállalkozás - főként ha illegális - mögött, így a felelősségre vonás is meglehetősen nehézkes. 

## Példák
Az online feketepiacok közül az Evolution- t említik, mint 2016-tól a legnagyobb kilépési csalást. Az oldal üzemeltetői bizonyíthatóan 12 millió dollár értékben bonyolítottak le ilyen ügyletet bitcoinban, ezt úgymond letétbe helyezték, az üzemeltetők pedig bedöntötték a vállalkozást, tehát összesen 12 millió dollárnyi kárt okoztak.  A 2019-es WSM (Wall Street Markets) kilépési átverés 14,2 millió dolláros értékű kriptovalutát tulajdonított el, éppen mielőtt a hatóságok lefoglalták volna azt. 

## Fordítás
Ez a szócikk részben vagy egészben  az   Exit scam című angol Wikipédia-szócikk ezen változatának fordításán alapul.  Az eredeti cikk szerkesztőit annak laptörténete sorolja fel. Ez a jelzés csupán a megfogalmazás eredetét és a szerzői jogokat jelzi, nem szolgál a cikkben szereplő információk forrásmegjelöléseként.